# 幾何化予想
幾何化予想（きかかよそう、英: geometrization conjecture）は、1982年にアメリカの数学者ウィリアム・サーストンによって提出された「コンパクト3次元多様体は、幾何構造を持つ8つの部分多様体に分解される」という命題。位相幾何学と微分幾何学を結びつけるものでありミレニアム懸賞問題にも挙げられていたポアンカレの予想問題の解法の過程として思いつかれた。2003年、グリゴリー・ペレルマンによるリッチフローを用いた証明が示され、現在ではその証明が基本的に正しいものとされている。これにより、およそ100年にわたり未解決だった3次元ポアンカレ予想が証明されることになった。

## 概説
2次元多様体では3種類の幾何構造（ユークリッド構造、ロバチェフスキー構造、リーマン構造）が考えられ、全ての2次元多様体はこの内1つを自然な幾何構造として持つというのは良く知られた事実であったが3次元多様体は自由度が高すぎるため一般には自然な幾何構造は持たせることはできないと考えられていた（実際これは正しい）。
これに対しウィリアム・サーストンは3次元の多様体上の自然な幾何構造というものを新たに定義しそれに基づけば8種類の幾何構造を考えられることを示した。これらには2次元にも存在する3種類の幾何構造と2次元の円筒に対応する球面及び双曲面と線分の積空間のもつ構造（円周と線分の積空間である2次元多様体、円筒は2次元ユークリッド構造をもつ。また、平面と線分の積空間は3次元ユークリッド構造を持つ）、及び2次の実特殊線形群(双曲平面の変換群）の普遍被覆空間（なお、球面の変換群の普遍被覆空間は3次元球面）及びニル (Nil) とソル (Sol) と呼ばれる、合わせて3つの、2次元と1次元の多様体の単純な積では構成できない特殊な幾何構造がある。サーストンの幾何化予想とは全ての3次元多様体はこれらのいずれかの幾何構造を持つ幾つかの部分多様体に分解できるというものである。

## 微分幾何学からのアプローチ
この予想の解決に大きな役割を担ったのはリチャード・S・ハミルトンが導入したリッチフローという偏微分方程式である。これはもともとハミルトンが熱伝導を記述するために考案したものだがシン＝トゥン・ヤウが幾何化予想解決につながると考えハミルトンに研究を促したもので、19世紀の数学者グレゴリオ・リッチ＝クルバストロの名を冠するのは彼が自分の弟子のトゥーリオ・レヴィ＝チヴィタと共に書いた論文で導入したことに由来する、リッチフローは以後数学のみならず物理学まで広く使われることになるテンソルの概念を基盤としている。
リッチフローは前述の通りもともと熱伝導を表すものである。ハミルトンとヤウのアイディアはこれを用いて多様体の曲率を表そうというものである。しかし曲率は熱と比べて非常に複雑な対象である。ハミルトンはどんな滑らかな多様体でもリッチフローを持つことを証明した。
しかし、リッチフローには特異点という計算不可能な点を産み出すことがあるという問題があった（＝リッチフローの特異点問題）。ハミルトンは解決を試み幾つかの特異点を消すことに成功はしたものの、最終的な解決はグリゴリー・ペレルマンを待つことになる。

## 幾何化予想の概要
幾何化予想(geometrization conjecture)は、ウィリアム・サーストン(William Thurston)により、閉(closed) 3-次元多様体の分類のプログラムとして、1980年に提案された。幾何化の目的は、3-次元多様体を基本的なブロックに分解し、一つ一つのブロックでの幾何学的構造を特定できるような分解を見つけるプログラムであり、「常に基本ブロックへの分解が可能であろう」という予想を、サーストンの幾何化予想という。また、幾何化予想は、ポアンカレ予想の一般化となっており、グリゴリー・ペレルマン(Grigory Yakovlevich Perelman)により、リッチフローを使ったポアンカレ予想の証明の際にも使用された。

## 3-次元多様体
3-次元多様体（もしくは、短く 3-多様体）は、局所的に 3次元の写像により記述される、つまり、小さな領域では通常の 3次元ユークリッド空間となるような位相空間のことを言う。しかし、3次元多様体の全体を、3次元空間の部分集合と考えることは一般にはできない。このことは 2次元で考えると明らかである。2次元の球面(sphere)（つまり、曲面）は、局所的には 2次元の写像により拡張することができる（通常の地図もそのような平面のひとつである）。しかし、一度に 2次元のユークリッド平面上に、2-球面の全体を表すことはできない。この 2次元の例の 3次元での写像の類似物が（多様体を被覆する各々の開近傍どうしの交わり上の）座標変換であり、3次元多様体全体を決定する。
座標変換が可能（座標変換は連続であったり、微分可能であったり、無限回微分可能であったりする）か否かが、より高次元では問題となるが、次元 3 のときは該当せず、3-次元多様体の特別な性質を持っていると言える。詳しくは、数学的には各々の3-次元位相多様体(topological 3-manifold)の上には、一つの微分可能構造を持つ 3-次元多様体でしかあり得ないということ言うことができる。また、3-次元多様体の研究で、トポロジーの方法と微分幾何学の方法は組み合わせることができる。これを扱う分野は、（統一されて）3-次元幾何学、3-次元トポロジーと呼ばれる。
3-次元幾何学とトポロジーの目的は、閉じた（つまり、境界のない）3-次元多様体全体の分類し理解することである。2-次元多様体の場合と比較して、閉 3-次元多様体の数は非常に多いので、この問題は難しい。
ウィリアム・サーストンによる幾何化予想（幾何化プログラム）の提案は、3-次元多様体をうまく分解して、各々の部分が固有な幾何学を持ち、固有の幾何学はこの各々の部分のトポロジカルな構造を特徴付けることにより、上記の分類を導くという提案である。

## 基本モデルへの分解
まず、3-次元多様体の基本モデルへの分解は、埋め込まれている 2-次元球面に沿って 2つの成分へと切り開くことである。結果として現れる縁(edge)は 2-球面 (two spheres) であり、ここで各々を一つの 3-球体へ貼り合わせ、再び各々の成分が境界を持たないようにする。
この 2-球面に沿った分解を通し、既約な成分へと到達することができる。 このことは、全ての埋め込まれた 2-球面は、一つの 3-球体の縁であり、従って、さらに分解すると加えられていた {\displaystyle S^{3}} を次々と省略できることを意味する。既約成分への分解は、加えられる {\displaystyle S^{3}} や加える順序は一意に決まることを示すことができる。
{\displaystyle S^{2}\times S^{1}} の形をした規約成分が有限群である基本群を持つと、この成分はこれ以上には分解されない．他の成分は、全てが一意的にアトロイダル(atoroidal)となるか、またはザイフェルトファイバー(Seifert fibered)多様体になるまで、トーラスに沿って分解することができる。この分解をジャコ・シャーレン・ヨハンソン分解、短くはJSJ分解(JSJ decomposition)と言う。
この方法により、分解を逆にたどると（連結和(connected sum)とトーラスを貼り付けることにより）、全ての 3次元多様体を再び得ることができる。従って、3次元多様体の分類は、JSJ分解の基本ブロックを理解すれは十分であることがわかる。すなわち、既約多様体は、有限群を基本群としてもつもの、ザイフェルトファイバー空間とアトロイダル(atoroidal)な多様体である。

## 幾何学的モデル
サーストンの言う「基本モデル」の意味は、どの点をとってもその近傍は同じ幾何学構造をもっている抽象的な空間（基本成分）を意味し、トポロジーはできるだけ簡単な形とすることでもある。詳しくは、完備で単連結なリーマン多様体 {\displaystyle X} で、等長写像 {\displaystyle {\mathcal {G}}=\mathrm {Isom} (X)} を持っている。今述べた閉多様体(closed manifold)の幾何学は、さらにすくなくともこの幾何学を持ったコンパクト多様体であること、すなわち、部分群 {\displaystyle H\subset {\mathcal {G}}} が存在し、{\displaystyle X/H} がコンパクトであることが要求される。

### ２次元モデル
2次元では、そのような幾何学的モデルは、3つのモデルへと分類される。一つは、ユークリッド平面 {\displaystyle \mathbb {R} ^{2}} (コンパクトな商空間としては、2-トーラスである）。第二番目は、2次元球面 {\displaystyle S^{2}} であり、2次元球面はコンパクトである。双曲平面 {\displaystyle \mathbb {H} ^{2}} が、第三番目の幾何学的モデルである。全ての種数 {\displaystyle g\geq 2} の曲面は、双曲曲面のコンパクトな商空間として表すことができる。
ところで、これらの空間はどこでも同じように見えるとすると、全ての点で等しく曲がっている必要がある。2次元では、曲率（つまりスカラー曲率、もしくはガウス曲率）が一つしかないので、（スケーリングを除き）定数スカラー曲率により分類すると、2次元のモデルの幾何学は、 0, 1, -1 の 3つ以外には存在しないことがわかる。

### 3次元モデル
2次元で曲率で分類できたことと同様に、3次元では、それぞれ、定数（0, 1 正, -1 負）の断面曲率を持つことに対応するモデルが、下記のように存在する。
- ユークリッド空間 {\displaystyle \mathbb {R} ^{3}}
- 3-球面 {\displaystyle S^{3}} (4次元球体の表面)
- 双曲空間 {\displaystyle \mathbb {H} ^{3}}

### 積の幾何学
しかし、以上の分類に加え、3次元の場合の幾何学モデルは他にも存在する。この理由は、スカラーだけでは局所領域での形や平面上の点での曲率を決定できず、曲率がその点での平面通過方向へ依存するからである。すなわち、このことを説明するには、別の 3次元モデル
- 2-球面と直線との積 {\displaystyle S^{2}\times \mathbb {R} }

を考える必要があるからである。
この空間は 3次元ユークリッド空間の中では表現することができないが、次のように想像することは可能である。3次元空間は、玉ねぎのように増加する半径を持つネストした 2-球面である。ここでネストした球面の半径が増加せず、内側や外側へいっても半径が定数 1 であることを想像すると、求める空間が得られる。代わりに、2球面が途切れることなく直線に沿って並んでいると想像することも可能である。
この空間の中では、球面上を経線や緯線に沿った方向にも動くことができるし、それらとは垂直に直線方向へも移動することができる。球の接平面方向の曲率は 1 であるが、直線方向の平面の曲率は 0 である。
双曲平面と直線の積についても同じ構造であることがわかる。
- {\displaystyle \mathbb {H} ^{2}\times \mathbb {R} }

ここでは、考えている方向に対して、曲率が -1 と 0 である。
2つのモデルの積の計量は、等質的(homogeneous)であるが、等長的(isotropy)ではない。全ての点は「等しい」が、しかし固定点では平面が他のレイヤとは異なっている。数学的には、このことは等長(isometry)群は点の上では遷移的(transitive)であるが、座標軸（点の上で法線方向と接平面方向のベクトルの三つ組）に対しては遷移的ではないことを意味する。

#### リー群の構造を持つ幾何学
結局、3つのリー群の構造を持つ他の幾何学モデルが存在する。これらは、
- {\displaystyle {\tilde {\mathrm {SL} }}(2,\mathbb {R} )} の幾何学の構造、特殊線型群 {\displaystyle \mathrm {SL} (2,\mathbb {R} )} の普遍被覆である。
- Nil-幾何学（英語版）(Nilmanifold)
- Sol-幾何学（英語版）(Solvmanifold)

これら 3つの全ては、行列群の上の計量で記述され、群全体 {\displaystyle \mathrm {SL} _{2}\mathbb {R} } は行列式の値が 1 である可逆な 2 × 2 行列の群である。Nil-幾何学は、上三角行列で対角要素 3 x 3 が 1 であるべき零な上の幾何学であり（ハイゼンベルク群も参照）、Sol-幾何学は、上三角な 2 × 2 行列の全てからなる群（可解群）である。
リー群のように、これらの群は作用素の下での不変な計量を持っており、従って、等質である。
群 {\displaystyle \mathrm {SL} (2,\mathbb {R} )} は、単連結空間ではないので、普遍被覆へいくこととなる。このことは、局所的な性質の差異をなくすることから、{\displaystyle \mathrm {SL} (2,\mathbb {R} )} は、基本モデルであるといわれる。
{\displaystyle {\tilde {\mathrm {SL} }}(2,\mathbb {R} )} 上の計量は、次のように記述される。{\displaystyle \mathrm {PSL} (2,\mathbb {R} )} 
を実メビウス変換の群であり、等方的な双曲平面は、{\displaystyle \mathbb {H} ^{2}} である。{\displaystyle \mathbb {H} ^{2}} の等方性は、{\displaystyle \mathrm {PSL} (2,\mathbb {R} )\cong UT\mathbb {H} ^{2}} を適用して選択された統一した接ベクトルの像により一意に決まる。すると、長さが 1 である接ベクトルの空間 {\displaystyle UT\mathbb {H} ^{2}} は、誘導された計量 {\displaystyle \mathbb {H} ^{2}} を持つことになる。結局、このように構成された {\displaystyle \mathrm {PSL} (2,\mathbb {R} )} 上の計量は、普遍被覆 {\displaystyle {\tilde {\mathrm {SL} }}(2,\mathbb {R} )} 上の計量を導く。
この観察は、{\displaystyle {\tilde {\mathrm {SL} }}(2,\mathbb {R} )}、つまり、標準化された接バンドルである閉じた双曲曲面をもつ 3-多様体の例となっている。

#### 分類
全ての 3次元の基本モデルの幾何学がこれらで記述されることを証明するには、等長群(isometry group)の安定化を使い証明する。安定化するとは、ある点を固定するモデルの等長変換全体のなす群である。ユークリッド空間の場合に、サーストンは、直交群 O(3) の例、従って、3次元の例を構成した。一方、 {\displaystyle \mathbb {R} } 方向との積の幾何学では、安定化は SO(2) の 1次元の部分集合に相当する。安定化する次元の大きさは、モデルの対称性によって決定される。
ファイバー構造(fibration)を見つけ出すことで、さらに厳密化でき、ファイバー構造は等長群の下に不変であり、ファイバーは安定化自身により写像されることがわかる。ファイバー構造のような積の幾何学では、与えられた断面 {\displaystyle S^{2}\times \{p\}} や {\displaystyle \mathbb {H} ^{2}\times \{p\}} により、簡素化される。いづれの場合も、そのようなファイバーは必然的に 2次元のモデルとなるので、次のような一覧表を得る。
| 幾何学モデル                                             | 安定化次元 | 構造                                            | （断面）曲率                              |
| -------------------------------------------------------- | ---------- | ----------------------------------------------- | ----------------------------------------- |
| ユークリッド空間 {\displaystyle \mathbb {R} ^{3}}        | 3-次元     | イソトロピック                                  | 0 （平坦）                                |
| 3-球面 {\displaystyle S^{3}}                             | 3-次元     | イソトロピック                                  | 1 （正）                                  |
| 双曲空間 {\displaystyle \mathbb {H} ^{3}}                | 3-次元     | イソトロピック                                  | -1 （負）                                 |
| {\displaystyle S^{2}\times \mathbb {R} }                 | 1-次元     | {\displaystyle S^{2}} 上のファイバー            | ファイバー方向の曲率 1、直交方向の曲率 0  |
| {\displaystyle \mathbb {H} ^{2}\times \mathbb {R} }      | 1-次元     | {\displaystyle \mathbb {H} ^{2}} 上のファイバー | ファイバー方向の曲率 -1、直交方向の曲率 0 |
| Nil-幾何学                                               | 1-次元     | {\displaystyle \mathbb {R} ^{2}} 上のファイバー | ファイバー方向の曲率 0、直交方向の曲率 1  |
| {\displaystyle {\tilde {\mathrm {SL} }}(2,\mathbb {R} )} | 1-次元     | {\displaystyle \mathbb {H} ^{2}} 上のファイバー | ファイバー方向の曲率 -1、直交方向の曲率 1 |
| Sol-幾何学                                               | 0-次元     | {\displaystyle \mathbb {R} } 上のファイバー     | ファイバーと直交する方向の曲率 0          |

## サーストンの幾何化
上に述べた多様体の分解から得られる結果は、局所的には、8つのモデルのうちのひとつに対応する計量を選び出すことができるということである。このことを、多様体の幾何化と呼ぶ。例えば、平坦なトーラスとユークリッド平面は、ともに平坦であり、基本幾何学モデルである。
サーストンは、3次元多様体の研究を集中的に行い、上の意味で 3次元多様体の多くが幾何化可能であることを発見した。
とりわけ、彼はハーケン多様体(Haken manifold)でこのことを示し、1982年にはこれによりフィールズ賞を受賞した。この研究に基づいて、彼は全ての閉じた 3次元多様体が幾何化可能であろうと予想した。このことをサーストンの幾何化予想(Thurston's geometrization)と言う。

## 幾何化の重要性
3次元多様体は、8つの幾何学モデルのうちのひとつへ帰着できることは、3次元多様体のトポロジーへ重要な結論をもたらす。モデルは双曲的(hyperboloc)や球面的(spherical)なファイバー構造だけはなく、多様体はザイフェルトファイバーの構造を持つことがある。ザイフェルト多様体のトポロジーは、よくわかっている。これらの基本群は、例えば、いつも 2-トーラスの基本群 {\displaystyle \mathbb {Z} \times \mathbb {Z} } の部分群に同型であり、次のように幾何化を定式化できる。
全ての既約な閉 3-次元多様体は次の 3つの条件のうちのいづれかの一つに一致する。
1. 球面の計量を持ったもの
2. 双曲な計量を持ったもの
3. 基本群が、{\displaystyle \mathbb {Z} \times \mathbb {Z} }の部分群となっているもの

いまのところ、球面的な多様体と双曲的な多様体に対し、多くの可能性があり、これらを完全には分類しきれてはいない。しかしながら、性質の多くが理解され、分類は純粋に群論的な問題となっている（すなわち、{\displaystyle S^{3}} や {\displaystyle \mathbb {H} ^{3}}、従って {\displaystyle \mathrm {SO} (3,\mathbb {R} )} や {\displaystyle \mathrm {PSL} (2,\mathbb {C} )} の等長群の全ての自由な離散部分群(discrete subgroups)を決定する問題となっている）。
幾何化の定式化からは、楕円化予想(Elliptization conjecture)、または、球面化予想(Sphericalization conjecture)が予想としてある。
有限群を（自己同型群として）持つ全ての閉 3-次元多様体は球面計量を持ち、従って 3-球面 {\displaystyle S^{3}/\Gamma } の商空間である。
さらに双曲化予想(hyperbolization conjecture)が、予想となる。（双曲化定理(Hyperbolization theorem)を参照。）
無限群を（自己同型群として）持つ全ての閉 3-次元多様体は、双曲型か、もしくは基本群が {\displaystyle \mathbb {Z} \times \mathbb {Z} } に同型な部分群を持つ。
一方、幾何化予想の特別な場合として、良く知られているポアンカレ予想がある。
自明な基本群を持つ全ての閉 3-次元多様体は、3-球面 {\displaystyle S^{3}} に同相である。

### 予想の状況
2次元の閉多様体の幾何化は、古くから知られている。曲面分類では、2-球面 {\displaystyle S^{2}} の幾何学はガウス・ボネの定理により、球面幾何学のみであり、2-トーラス {\displaystyle T^{2}} はユークリッド幾何学で、高い種数の曲面は全て双曲的である。
リチャード・S・ハミルトンは、1980年代に最初にリッチフローを使い、幾何化予想を証明しようとした。彼は、正のリッチ曲率の多様体に対しては成功し、そのような多様体の上ではリッチフローは非特異となることを示した。
グリゴリー・ペレルマンは、2002年と2003年の論文を提出し、幾何化予想の証明の最も重要なステップである特異点を制御する方法があることを発見した。ペレルマンの仕事は未だに正式な雑誌には出版されていないが、多くの数学者が本質的なものと扱っていて、大きな誤りや省略がないことを認めている。このため、ペレルマンは2006年にフィールズ賞を受賞したが、彼は受賞を拒否した。